# Frank Loesser
Frank Henry Loesser (/ ˈ l ɛ s ər /; n. 29 iunie 1910, New York City, New York, SUA – d. 28 iulie 1969, New York City, New York, SUA) a fost un compozitor american care a scris muzica și versurile pentru musicalurile de Broadway Guys and Dolls⁠(d) și How to Succeed in Business Without Really Trying⁠(d), printre alții. A câștigat un Premiu Tony pentru Guys and Dolls și a împărțit Premiul Pulitzer pentru dramaturgie pentru How to Succeed. De asemenea, a scris cântece pentru peste 60 de filme de la Hollywood și Tin Pan Alley⁠(d), dintre care multe au devenit standarde și a fost nominalizat la cinci premii Oscar pentru cea mai bună melodie, câștigând o dată pentru "Baby, It's Cold Outside⁠(d)".

## Primii ani
Frank Henry Loesser s-a născut într-o familie de evrei în New York City, din Henry Loesser, un pianist și Julia Ehrlich.  A crescut într-o casă de pe West 107th Street din Manhattan. 
[[Fișier:Frank Loesser studio photo, 1936.jpg|alt=Născut	31 august 1918 New York, SUA Decedat	14 iunie 1986 (67 de ani) New York, SUA genuri	Teatru muzical , popular Ocupații	Liric , libretist ani activi	1942–1986|miniatura|Frank Loesser
Tatăl său se mutase în America pentru a evita serviciul militar⁠(d) german și pentru a lucra în afacerile bancare ale familiei sale. S-a căsătorit cu Bertha Ehrlich; fiul lor, Arthur Loesser, s-a născut pe 26 august 1894. Sora mai mică a lui Bertha, Julia, a sosit în America în 1898, căsătorindu-se cu Henry în 1907, după ce Bertha a murit la naștere. Grace, primul lor copil, s-a născut în luna decembrie a acelui an. Fiul lor, Frank, s-a născut pe 29 iunie 1910. 
Părinții lui Loesser, evrei germani⁠(d) laici, prețuiau intelectul și cultura înalte și l-au educat muzical în fila compozitorilor europeni.
Dar, deși Henry era profesor de pian cu normă întreagă, nu a făcut niciodată lecții cu fiul său. Într-o scrisoare din 1914 către Arthur, Henry a scris că Frank, în vârstă de patru ani, putea cânta după ureche⁠(d) „orice melodie pe care a auzit-o și poate petrece o cantitate enormă de timp la pian”.  (Frank Loesser a colaborat mai târziu cu secretare muzicale pentru a se asigura că partiturile sale scrise reflectă muzica așa cum a conceput-o el.) 
Lui Loesser nu-i plăcea gustul rafinat al tatălui său pentru muzică și s-a opus scriindu-și propria muzică și luând muzicuța. A fost exmatriculat de la liceul Townsend Harris⁠(d) și de acolo a mers la City College din New York⁠(d).  A fost exmatriculat și de aici în 1925, după un an, pentru că nu a promovat toate disciplinele, cu excepția limbii engleze și a educației fizice. 
După ce tatăl său a murit brusc, pe 20 iulie 1926, Loesser a fost forțat să caute de lucru pentru a-și întreține familia.
Printre ocupațiile sale se pot enumera: recenzor de restaurante⁠(d), funcționar de serviciu procesual⁠(d), vânzător de anunțuri clasificate pentru New York Herald Tribune, caricaturist politic pentru The Tuckahoe Record, scriitor de schițe pentru Keith Vaudeville Circuit, editor de articole tricotate pentru Women's Wear Daily, reprezentant de presă pentru o mică companie de film și editor de oraș pentru un ziar de scurtă durată din New Rochelle, New York, intitulat New Rochelle News . 

## Cariera timpurie ca textier
Prima melodie a lui Loesser a fost „In Love with the Memory of You”, cu muzică de William Schuman⁠(d), publicată în 1931.
Alte credite lirice timpurii au inclus două melodii de succes din 1934, „Junk Man” și „I Wish I Were Twins” ", ambele cu muzică de Joe Meyer⁠(d) și cel din urmă cu credit co-lyric pentru Eddie DeLange⁠(d). „Junk Man” a fost înregistrat pentru prima dată în acel an de Benny Goodman cu cântăreața Mildred Bailey⁠(d) la voce. 
La mijlocul anilor 1930, a cântat la The Back Drop, un local de noapte de pe East 52nd Street , împreună cu compozitorul Irving Actman, în timp ce ziua lucra la personalul Leo Feist Inc. scriind versuri pentru muzica lui Joseph Brandfon la 100 de dolari pe săptămână. După un an, Feist nu publicase niciuna dintre ele. Loesser s-a descurcat puțin mai bine colaborând cu viitorul compozitor clasic Schuman, vânzându-și melodia din 1931 lui Feist, care ar fi eșuat. Loesser a descris primele sale zile de învățare a meșteșugului ca având „o întâlnire cu eșecul”. În timp ce a încercat și alte meserii, s-a întors inevitabil la afacerile muzicale. 
Munca lui Loesser la Back Drop a dus la primul său musical pe Broadway, The Illustrator's Show, o revistă din 1936 scrisă împreună cu colaboratorul Back Drop, Irving Actman, care a durat doar patru nopți. Cu un an înainte, în timp ce cânta la Back Drop, Loesser a cunoscut o cântăreață aspirantă, Lynn Garland (născută Mary Alice Blankenbaker). El a propus într-o scrisoare din septembrie 1936 care includea fonduri pentru un bilet de cale ferată către Los Angeles, unde tocmai se terminase contractul lui Loesser cu Universal Pictures. Cuplul s-a căsătorit într-un birou al judecătorului. Lui Loesser i s-a oferit un contract de la Paramount Pictures. Prima lui melodie a fost „ Moon of Manakoora ”, scrisă împreună cu Alfred Newman pentru Dorothy Lamour, în filmul Uraganul. El a scris versurile pentru multe melodii populare în această perioadă, inclusiv „ Two Sleepy People” și „ Heart and Soul ” cu Hoagy Carmichael și „ I Hear Music ” cu Burton Lane . De asemenea, a colaborat cu compozitorii Arthur Schwartz și Joseph J. Lilley.
Unul dintre eforturile sale notabile a fost " See What the Boys in the Back Room Will Have ", cu muzică de Friedrich Hollaender și cântată de Marlene Dietrich în Destry Rides Again. În 1941, Loesser a scris „ I Don’t Want to Walk Without You” cu Jule Styne, inclus în filmul din 1942 Sweater Girl și cântat de Betty Jane Rhodes.  Irving Berlin a fost un mare fan al cântecului și a cântat-o odată în mod repetat, spunându-i lui Loesser de ce credea că este cea mai grozavă melodie pe care și-ar fi dorit-o să o fi scris. 
Membrii Western Writers of America au ales melodia din 1942 „ Jingle Jangle Jingle ”, pentru care Loesser a scris versurile, drept una dintre Top 100 de cântece occidentale din toate timpurile. 
A rămas la Hollywood până la al Doilea Război Mondial, când s-a alăturat Forțelor Aeriene ale Armatei⁠(d). 

## Epoca celui de-al Doilea Război Mondial
În timpul celui de-al Doilea Război Mondial s-a înrolat în Forțele Aeriene ale Armatei Statelor Unite⁠(d) și a continuat să scrie versuri pentru filme și cântece individuale.
Loesser a creat melodia populară de război „ Praise the Lord and Pass the Ammunition ” (1942), inspirată de cuvintele capelanului marinei Howell Forgy.  Loesser a scris și alte cântece la cererea forțelor armate, inclusiv „What Do You Do in the Infantry?” și „Balada lui Rodger Young ” (1943).  De asemenea, a scris „Either Too Young or Too Old” pentru filmul din 1943 Thank Your Lucky Stars . 
În 1944, Loesser a lucrat ca textier la puțin cunoscutul musical Hi Yank!, interpretat de și pentru soldații americani din străinătate, cu muzică de Alex North.  Bună Yank! a fost produs de Oficiul de Servicii Speciale al Armatei SUA ca un „plan special” pentru a ridica moralul soldaților aflați acolo unde spectacolele USO nu puteau vizita. „Planul” era o carte care conținea un scenariu muzical cu instrucțiuni pentru organizarea spectacolului folosind materiale disponibile la nivel local pentru soldații dislocați. Potrivit unui document de la Centrul Armatei SUA pentru Istoria Militară, o companie de turnee formată în Italia era programată să producă muzical.  Bună Yank! a fost în general uitat până în 2008, când detectivii de istorie a PBS⁠(d) au cercetat cazul unui disc de transcripție⁠(d) radio salvat de mult timp.
Discul are două melodii și un anunț promoțional pentru premiera emisiunii Fort Dix⁠(d) în august 1944, când discul a fost difuzat acolo. 

## Broadway și cariera cinematografică ulterioară
Guys and Dolls, Libretto și carte vocală, tipărită de Music Theatre International, 1978
În 1948, producătorii de la Broadway Cy Feuer și Ernest H. Martin i-au cerut lui Loesser să scrie muzică și versuri pentru cartea lui George Abbott⁠(d) pentru o adaptare a piesei lui Brandon Thomas, Mătușa lui Charley. Musicalul, Unde e Charley? (1948), l-a jucat pe Ray Bolger și a participat la 792 de reprezentații. O versiune de film lansată în 1952.
Tot în 1948, Loesser a vândut MGM drepturile pentru „ Baby, It's Cold Outside ”, o melodie pe care a scris-o în 1944 și a cântat informal la petreceri cu soția sa de atunci, Lynn Garland. Studioul a inclus-o în filmul din 1949 Neptune's Daughter , iar cântecul a devenit un succes uriaș. În timp ce Garland era supărată pe Loesser pentru că a vândut ceea ce ea considera „melodia lor”,  a câștigat Premiul Oscar pentru cea mai bună melodie originală.
Următorul său musical, Guys and Dolls (1950), bazat pe poveștile lui Damon Runyon, a fost din nou produs de Feuer și Martin. Guys and Dolls a devenit un hit și i-a adus lui Loesser un premiu Tony.  Bob Fosse a numit Guys and Dolls „cel mai mare musical american al tuturor timpurilor”.  O versiune de film a fost lansată în 1955, avându-i în rolurile principale pe Marlon Brando, Jean Simmons, Frank Sinatra și Vivian Blaine.
În 1950, Loesser a înființat Frank Music Corporation. Creată inițial ca un mijloc de control și publicare a operei sale, compania a susținut în cele din urmă alți scriitori, inclusiv Richard Adler, Jerry Ross și Meredith Willson.  Loesser a început, de asemenea, compania de licențiere pentru teatru Music Theatre International în 1952. Frank Music și MTI au fost vândute către CBS Music în 1976.
CBS, la rândul său, a vândut Frank Music holdingului MPL Communications a lui Paul McCartney în 1979.
Tot în 1952, Loesser a scris partitura pentru filmul Hans Christian Andersen. Cântecele filmului au inclus „ Wonderful Copenhagen ”, „Anywhere I Wander”, „ Thumbelina ” și „ Inchworm ”. 
A scris cartea, muzica și versurile pentru următoarele două muzicale ale sale, The Most Happy Fella (1956) și Greenwillow (1960). Pe la începutul anului 1957, Garland și Loesser au divorțat, iar Loesser a început o relație cu Jo Sullivan , care interpretase personajul Rosabella în Fella . A scris muzica și versurile pentru How to Succeed in Business Without Really Trying (1961), care a durat 1.417 reprezentații, a câștigat Premiul Pulitzer pentru dramă în 1962 și a primit încă un premiu Tony și un Grammy pentru cel mai bun album de teatru muzical . 
Pleasures and Palaces (1965), ultimul musical Loesser produs în timpul vieții sale, a fost închis în timpul probelor din afara orașului.

## Viață și moarte mai târziu
Din 1965 până în 1968, Loesser a compus cartea, muzica și versurile pentru Señor Discretion Himself, o versiune muzicală a unei nuvele Budd Schulberg. O versiune a fost prezentată în 1985 la New York Musical Theatre Works. Cu sprijinul văduvei sale Jo Loesser, o versiune finalizată a fost prezentată la Arena Stage, Washington DC, în 2004, reelaborată de grupul Culture Clash și regizorul Charles Randolph-Wright . 
Când a fost întrebat de ce nu a scris mai multe emisiuni, Loesser a răspuns că „Nu scriu încet. Doar că arunc repede”. The New York Times și-a confirmat obiceiurile de muncă grea și a scris că Loesser „era consumat de energia nervoasă și ca urmare dormea doar patru ore pe noapte, petrecând restul timpului muncind”. 
Loesser, un mare fumător de țigări, a murit pe 28 iulie 1969, de cancer pulmonar, la vârsta de 59 de ani, la Spitalul Mount Sinai din cartierul East Harlem din Manhattan.
Trupul său a fost incinerat și cenușa lui a fost împrăștiată în mare a doua zi. 

## Viața personală
Lynn Garland și Frank Loesser au divorțat la începutul anului 1957, după 21 de ani de căsătorie. Au avut doi copii împreună: John Loesser, care lucrează în administrația teatrului și Susan Loesser, o autoare care a scris biografia tatălui ei A Most Remarkable Fella: Frank Loesser and the Guys and Dolls in His Life: A Portrait de fiica sa (1993, 2000, ISBN  0634009273 ).
S-a căsătorit cu a doua sa soție , Jo Sullivan (născută Elizabeth Josephine Sullivan) pe 29 aprilie 1959, după ce i-a fost prezentat de Lynn. Jo Sullivan a jucat rolul principal în The Most Happy Fella .  Au avut doi copii, Hannah și Emily. Emily este o interpretă care este căsătorită cu actorul Don Stephenson.
Hannah a fost o artistă în uleiuri, pasteluri și tehnici mixte⁠(d); ea a murit de cancer pe 25 ianuarie 2007.  Jo a murit pe 28 aprilie 2019, la vârsta de 91 de ani. 

## Cântece notabile
Vezi și Musicals by Frank Loesser.
Balada lui Rodger Young
4:29
Realizat de West Point Cadet Glee Club, 1959.
Probleme la redarea acestui fișier? Consultați ajutorul media .
Loesser a fost textierul a peste 700 de cântece. 
Cântece de război

- „ Lăudați pe Domnul și treceți muniția ” (1942)
- „ Balada lui Rodger Young ” (1943)

Musicale de pe Broadway

- „Once in Love With Amy” din Where’s Charley?
- „ A Bushel and a Peck ”, „ Fugue for Tinhorns ”, „ If I Were A Bell ” (un favorit al lui Miles Davis , prezentat în înregistrări cu John Coltrane ), „ Luk Be a Lady Tonight ”, „ Sit Down, You” re Rockin' the Boat " și "I'll Know" din Guys and Dolls
- „ Standing on the Corner ” și „Joey, Joey, Joey” din The Most Happy Fella
- „ Nu mă voi căsători niciodată ” de la Greenwillow
- „Cred în tine” și „Frăția omului” din Cum să reușești în afaceri fără a încerca cu adevărat

Filme și Tin Pan Alley

- „ Bebelus, It’s Cold Outside ” din filmul MGM Neptune's Daughter (1949). Aceasta a fost inițial o melodie pe care Loesser și soția sa Lynn l-au interpretat la petreceri pentru divertismentul privat al prietenilor. De asemenea, au înregistrat piesa pentru Mercury Records . Sub contract cu Metro-Goldwyn-Mayer pentru a furniza o partitură completă pentru Neptune's Daughter , Loesser a inclus această melodie pe care o crease în 1944, inițial pentru petrecerea lor de inaugurare.
- „ Heart and Soul ” (din subiectul scurt Paramount A Song is Born ) – versuri
- „ I Don’t Want to Walk Without You ” din filmul Paramount Sweater Girl (1942), interpretat pe ecran de Betty Jane Rhodes
- „Can’t Get Out of This Mood” din filmul RKO Radio Pictures Seven Days' Leave (1942)
- „ Let’s Get Lost ” din Happy Go Lucky (1943) Această melodie a inspirat titlul filmului documentar din 1988 cu același titlu despre trompetistul de jazz Chet Baker .
- „Aș vrea să nu te iubesc așa” (1947), introdus de Betty Hutton în The Perils of Pauline
- „ Pe o barcă lentă spre China ” (1948)
- „ Primăvara va fi un pic mai târziu anul acesta ” din filmul Universal Holiday Christmas (1944)
- „ Inch Worm ”, „ Thumbelina ”, „The Ugly Duckling” și „Wonderful Copenhaga” din imaginea lui Samuel Goldwyn Hans Christian Andersen (1952)
- „ Doi oameni somnoroși ” (muzică de Hoagy Carmichael ) din filmul Paramount Thanks for the Memory (1938)
- „ Ce faci de Revelion? ” (scris în 1947)
- Noroc Ion hehehe ion cacioc hehehhhhe ce mai faci? Iaca eu scriu pe Wikipedia daca ceva eu sunt Vikea))))

## Premii și moștenire
Loesser a primit premiul Tony în 1951 pentru cel mai bun film muzical pentru muzica și versurile sale Guys and Dolls . A fost nominalizat la premiul Tony pentru carte, muzică și versuri pentru The Most Happy Fella și ca cel mai bun compozitor pentru How to Succeed in Business Without Really Trying .  Loesser a fost distins cu un premiu Grammy în 1962  pentru cel mai bun album cu spectacole de distribuție originală pentru How to Succeed in Business Without Really Trying .
Loesser este considerat unul dintre cei mai talentați scriitori ai epocii sale, remarcat pentru scrisul de versuri pline de spirit și dispozitive muzicale inteligente. El a introdus, de asemenea, un stil artistic complex care a provocat modelarea abordării compoziționale a musicalurilor de pe Broadway. El a fost, de asemenea, remarcat pentru utilizarea formelor clasice, cum ar fi contrapunctul imitativ ( Fugue for Tinhorns in Guys and Dolls ). 
Loesser a câștigat în 1950 Premiul Oscar pentru cel mai bun cântec original pentru „ Baby, It's Cold Outside ”. A mai fost nominalizat de patru ori:
„Dolores” din Las Vegas Nights (1941)
„Sunt fie prea tineri, fie prea bătrâni” din Thank Your Lucky Stars (1943)
„I Wish I Didn’t Love You So” din The Perils of Pauline (1947) (un succes în acel an atât pentru Vaughn Monroe , cât și pentru starul filmului Betty Hutton )
„ Thumbelina ” din filmul musical Hans Christian Andersen (1953)
Documentarul PBS Heart & Soul: The Life and Music of Frank Loesser a fost lansat în 2006. 
Directorul artistic al 42nd Street Moon, Greg MacKellan, a dezvoltat Once in Love with Loesser în 2013 ca unul dintre tributurile sale muzicale dedicate explorării și sărbătoririi lucrării unora dintre marii compozitori de la Broadway. Spectacolul a fost construit în jurul celor trei etape ale carierei lui Loesser: Tin Pan Alley, Hollywood și Broadway. Jason Graae a interpretat „Once in Love with Amy” și The King's New Clothes; Emily Skinner a cântat „Ooh! My Feet” a lui Cleo și „ Somebody, Somewhere ” de Rosabella (de la The Most Happy Fella ); Ashley Jarrett a interpretat „ If I Were a Bell ”; iar Ian Leonard a oferit o interpretare ironică a „
Loesser, în contrast cu fratele său Arthur (1894-1969) într-un joc de cuvinte plin de umor pe principiul „ cel mai mic dintre cele două rele ”, a fost numit cândva „ răul a doi Loesser ”. Cei doi frați vitregi au murit la mai puțin de șapte luni distanță în 1969.
1. 1 2  Frank Loesser, Internet Broadway Database, accesat în 9 octombrie 2017
2. 1 2  Autoritatea BnF, accesat în 10 octombrie 2015
3. 1 2  Frank Loesser, Encyclopædia Britannica Online, accesat în 9 octombrie 2017
4. ↑  Frank Henry Loesser, Musicalics
5. ↑  Frank Loesser, Discogs, accesat în 9 octombrie 2017
6. ↑  The New York Times, 29 iulie 1969, p. 1
7. ↑  Frank Loesser, Brockhaus Enzyklopädie
8. ↑  The Peerage
9. ↑  Autoritatea BnF, accesat în 10 octombrie 2015
10. ↑   https://www.pulitzer.org/prize-winners-by-category/218 Lipsește sau este vid: |title= (ajutor)